# Juntez
Juntez je kmečka drama Frana Levstika, prvič objavljena leta 1855. 

## Osebe
- Juntez, star kmet
- Marjeta, njegova hči
- Žefranček, mlad kmet
- Komisar
- Gadnar, študent
- Zorko, študent

## Kraj
- Krčma

## Dogajanje
V krčmi možujejo študenta in Komisar. Pride Juntez s hčerjo, ki je bila obiskovala gospodinjsko šolo v mestu; z njima je tudi Žefranček. Juntez mu je bil obljubil Marjeto v zakon, a Marjeta ga ne mara, brani se in ko jo izzovejo, kar naravnost pove, da hoče Komisarja; v mestu sta se spoznala in Komisar jo snubi. Junteza njena nepokorščina tako razjezi, da ji grozi s palico, ker pa je pregloboko pogledal v kozarec, nima prave avtoritete in za mizo zaspi.

## Uprizoritve
- Velike Lašče - gostilna pri Drakslerici, 5. 8. 1855
- SNG Drama Ljubljana, 23. 10. 1931

## Literarna zgodovina, kritike
"Tako lahko z gotovostjo trdimo, da ne poznamo integralnega besedila Levstikovega Junteza. Vendar nam tudi ohranjeni okrnjeni rokopis skupaj s sekundarnim gradivom daje možnost, razpravljati vsaj o dveh pomembnih sestavinah dela, in sicer o njegovem gledališkem značaju in o jezikovno stilni specifiki besedila. Obe ti sestavini se nam že ob pazljivejšem branju in primerjanju pokažeta za tisti čas izjemno novatorski, še več, eksperimentalni." 
"Tako je Levstik spontano z upoštevanjem specifike izbranega okolja in z obhkovalno doslednostjo prehitel gledališki razvoj na Slovenskem za celo stoletje. Med sredstva, s katerimi je dosegal avtentičnost uprizorjenega v uprizoritvenem okolju, pa ne sodi le obleka in rekviziti, torej izrazito gledališka, optična govorica, ampak predvsem jezik dramatskega dialoga. Levstik je zelo tenkoslušno za specifične razločke oblikoval glavno besedilo svoje igre. (Koruza 1982: 178–179)